# Samdrup Jongkhar
Samdrup Jongkhar (Dzongkha:བསམ་གྲུབ་ལྗོངས་མཁར་) ist eine Stadt in Bhutan und der Verwaltungssitz des Distrikts (dzongkhag) Samdrup Jongkhar.

## Geographie
Die Stadt liegt im Südosten von Bhutan, unmittelbar an der Grenze zum indischen Bundesstaat Assam am Samdrup Jongkhar-Tashigang National Highway und übergangslos mit Daranga (Darranga Mela, Gudama, Mela Bazar), der indischen Nachbarstadt zusammengewachsen. Der Siedlungsschwerpunkt liegt am Austritt eines kleineren Zuflusses des Flusses Pagladia aus dem Himalaya-Gebirge. Dort befindet sich auch das Indo-Bhutan Gate (ইন্দো-ভূটান গেট, সামড্রোপ জাংকার.). Im Hinterland steigt das Gebirge steil und zerklüftet an. Von 200 m bis auf 3500 m steigt das Gelände an. Der Highway verläuft kurvenreich nach Nordwesten, wo Dewāngiri (Deothang) in etwa 10 km Luftlinie der nächste namhafte Ort ist.

## Bevölkerung
Der Ort ist erst seit den 1960ern angewachsen, seit der Highway gebaut wurde. Die Bevölkerung gehört größtenteils dem Volk der Sharchops an und es gibt eine größere Gruppe der Lhotshampa (in Bangtar). Sie kommen aus den umliegenden Orten Tashigang, Dundsan, Orong und Yangtse zum Handelsplatz Samdrup Jongkhar. Heute ist der Ort einer der wichtigsten Handelsplätze für den Osten von Bhutan. In der Nähe der Grenze liegt der Tempel Hanumaan Mandir, der von der Hanumaan Mandir Charity unterhalten wird. Zur Tempelgemeinde gehören sowohl Bhutaner als auch Inder.
2003 kam es zu Unruhen, die einen großen Teil der Wirtschaft lahm legten.
Ein weiterer wichtiger Erwerbszweig ist Kohlebergbau.